# Dwór w Wielogłowach
Drewniany dwór w Wielogłowach zbudowany został w stylu polskim w XVII w. z drewna modrzewiowego. Jest to budynek parterowy wzniesiony w konstrukcji zrębowej na rzucie prostokąta, ma ściany otynkowane i pomalowane. We wnętrzu dworku podczas prac malarskich odsłonięto fragmenty klasycystycznej polichromii. Prawdopodobnie dwór był z czterema alkierzami z których, do naszych czasów, przetrwał tylko jeden. Niedaleko dworu znajdują się też częściowo przebudowane murowane czworaki z XIX w. Właścicielka dworku Maria Stuber (Klimek), w 1958 ofiarowała dworek i okoliczne posiadłości Siostrom Karmelitankom Dzieciątka Jezus. 8 maja 1958 roku przyjechały z Sosnowca na nową fundację cztery pierwsze Siostry. 3 października 1958 roku została poświęcona kaplica pod wezwaniem Matki Bożej Częstochowskiej. Kaplica ta znajdowała się w  zachodniej części dworku. W ołtarzu głównym umieszczono obraz Matki Bożej Częstochowskiej i figurę Dzieciątka Jezus. Cele sióstr były w głównej części dworu. Dwór był klasztorem do roku 2005. Ostatnią przełożoną sióstr w dworze była s. Donancja Mlicka(2000-2006), która rozpoczęła w 2000 r. budowę nowego klasztoru Sióstr Karmelitanek Dzieciątka Jezus w Wielogłowach. Karmelitanki przeniosły się do nowego klasztoru w grudniu 2005 r.
Niedługo później dwór ponownie przeszedł w prywatne ręce. Obecnie, ze względu na brak zgody konserwatora zabytków na przystosowanie dworu do celów mieszkalnych, dwór jest nieużywany.